# استوارت فلیتوود
استوارت فلیتوود (انگلیسی: Stuart Fleetwood؛ زادهٔ ۲۳ آوریل ۱۹۸۶ بازیکن فوتبال اهل بریتانیا است.
از باشگاه‌هایی که در آن بازی کرده‌است می‌توان به باشگاه فوتبال چارلتون اتلتیک، باشگاه فوتبال ساتون یونایتد، باشگاه فوتبال فارست گرین راورز، باشگاه فوتبال اکستر سیتی، باشگاه فوتبال چلتنهام تاون، باشگاه فوتبال کاردیف سیتی، باشگاه فوتبال آکرینگتون استنلی، باشگاه فوتبال هرفورد یونایتد، باشگاه فوتبال برایتون اند هوو آلبیون، باشگاه فوتبال ایستلی و باشگاه فوتبال لوتون تاون اشاره کرد.